# Pachnobia elisabethae
Pachnobia elisabethae là một loài bướm đêm trong họ Noctuidae.